# Route nationale 748
Pour les articles homonymes, voir Route 748.
La route nationale 748 ou RN 748 était une route nationale française reliant Mûrs-Érigné à Échiré. À la suite de la réforme de 1972, elle a été déclassée en RD 748.

## Ancien tracé de Mûrs-Érigné à Échiré (D 748)
- Mûrs-Érigné
- Brissac-Quincé
- Notre-Dame-d'Allençon
- Chavagnes
- Martigné-Briand
- Aubigné-sur-Layon
- Montilliers
- Vihiers
- Argenton-Château
- Bressuire
- La Chapelle-Saint-Laurent
- Neuvy-Bouin
- Secondigny
- Champdeniers-Saint-Denis
- Échiré

- Traversée de la Fougereuse
- et d'Argenton-les-Vallées.